# 金大舆
金大舆（?—?），字子坤，号平湖。先世麦加人，后居永平府（今河北省卢龙），明太祖赐姓金，金大車高祖金洵遷居到江宁縣（今南京），後代为江宁人。明朝詩人。父金贤，為弘治十五年（1502年）进士。
金大舆比兄金大车小两三岁，在嘉靖三十八年（1559年）以后去世。自称“有耽诗之癖”，“不以壮暮而废吟”，“不以泰约而辍咏”。著有《子坤集》。参加乡试，未中举人。多作游览山水、述志咏怀之作，痛斥倭寇入侵给明朝东南沿海。金大舆善七言诗，特别是七言古诗成就最高。其兄金大车赞扬他的诗“短咏长歌匹群王”。